# جورج س. ريد
جورج س. ريد (بالإنجليزية: George C. Read)‏ هو ضابط أمريكي، ولد في 9 يناير 1788 في جزيرة أيرلندا في جمهورية أيرلندا، وتوفي في 22 أغسطس 1862 في فيلادلفيا في الولايات المتحدة.